# محمد أمين توقادي
محمد أمين توقادي (1664–1745 م) كان ابنًا لأحد الدراويش اسمه عزيز محمود عماوي. وُلد في توقات في العهد العثماني، وتُوفي في إسطنبول.
كان يُلقب بجمال الدين، وكان يُعرف رسميًا بأبو الأمانة وأبو منصور. وهو أحد أشهر شيوخ الصوفية في إسطنبول، وله العديد من المؤلفات باللغات العربية والتركية والفارسية. شمل تدريبه الطرق النقشبندية والقادرية والشاذلية والشطرية. وكان أيضًا خطاطًا وعالمًا بالحديث، محدثًا.
يقع قبره داخل مسجد بيري محمد باشا [الإنجليزية] ومقبرة المدرسة في أقباني، في إسطنبول، على الطريق المؤدي إلى قناة فالنس.